# U.S. Route 197
La U.S. Route 197 (US 197) est une US Route auxiliaire de la US 97 parcourant 69,93 miles (112,54 km) entre Shaniko, Oregon et Dallesport, Washington. 

## Description du tracé

### Oregon
La route débute dans le centre de l'Oregon, près de Shaniko à une intersection avec la US 97. Elle se dirige vers le nord et passe par les villes de Maupin, Tygh Valley et Dufur. Elle atteint The Dalles où elle forme un multiplex avec la US 30 et croise l'I-84. Elle atteint le fleuve Columbia marquant la frontière avec l'État de Washington. 

### Washington
Après avoir traversé le fleuve, la route entre dans la ville de et prend fin à la jonction avec la SR 14.

## Intersections majeures
Oregon
 US 97 près de Shaniko
 US 30 à The Dalles. Les routes forment un multiplex dans la ville.
 I-84 à The Dalles
Washington
 SR 14 à Dallesport